# Eleven (banda)
Eleven fue una banda de indie rock originaria de Los Ángeles, California, formada en 1990 por el vocalista y guitarrista Alain Johannes, la bajista, teclista y vocalista Natasha Shneider y el baterista Jack Irons.
La historia temprana de Eleven está ligada a la de los Red Hot Chili Peppers. De adolescentes, Irons y Johannes formaron una banda llamada Anthym con Flea y Hillel Slovak, ambos posteriores miembros de los Red Hot Chili Peppers, como Irons. Este grupo acabó renombrándose como What Is This?, cuyos miembros se unieron a Anthony Kiedis para formar Red Hot Chili Peppers, aunque Irons y Slovak siguieron grabando con Johannes, quien no se había unido a la banda de Kiedis. Así, What Is This? editó un EP titulado Squeezed con el bajista Chris Hutchinson. Después de grabar el álbum homónimo de la banda, Slovak y Irons dejaron de trabajar con Johannes para concentrarse mejor en la actividad de los Red Hot.
Después de disolver What Is This?, Johannes conoció a Natasha Shneider y formaron el dúo Walk the Moon, que ocasionalmente invitaba a Irons y Hutchinson en sus conciertos. La muerte de Hillel Slovak de sobredosis de heroína en 1988 hizo que Irons dejase los Red Hot Chili Peppers, y se unió a Johannes y Shneider para formar Eleven.
Después de grabar tres álbumes con la banda, Irons dejó su puesto para tocar con Pearl Jam, por lo que le sustituyó Matt Cameron, que grabó las canciones restantes de Thunk, el tercer álbum de Eleven. Para la grabación del cuarto álbum, Greg Upchurch tomó el papel de batería, pero abanonó este cuando Irons regresó para componer y grabar Howling Book, quinta entrega de la discografía de Eleven.
La banda ha dado conciertos con bandas como Queens of the Stone Age, Pearl Jam o Soundgarden, mientras que Shneider y Johannes han producido álbumes de Chris Cornell, No Doubt, Steadman o The Desert Sessions.
Eleven cita como influencias a Jimmy Page y Led Zeppelin, los Beatles, Johann Sebastian Bach o Serguéi Prokófiev.
La banda llega a su fin el 2007 tras la muerte de Natasha Shneider, producto de un cáncer.

## Discografía
Discos
- Awake in a Dream (Morgan Creek) 1991
- Eleven (Hollywood/Third Rail) 1993
- Thunk (Hollywood) 1995
- Avantgardedog (A&M) 2000
- Howling Book (Pollen) 2003

Singles & EP
- Vowel Movelment (1991)
- Rainbow's End (1991)
- Reach out (1992)